# Hasta paupera
Hasta paupera är en insektsart som beskrevs av George Willis Kirkaldy 1906. Hasta paupera ingår i släktet Hasta och familjen Dictyopharidae. Inga underarter finns listade i Catalogue of Life.